# Richard Storrs Willis
Pour les articles homonymes, voir Willis.
Richard Storrs Willis (1819-1900) est un compositeur américain, auteur notamment de musiques d'hymnes.

## Biographie
Willis, qui est le frère de Nathaniel Parker Willis et de Fanny Fern, voit le jour le 10 février 1819 à Boston (Massachusetts). Il suit des études à Chauncey Hall, à la Boston Latin School et à l'université Yale, où il adhère à la société secrète Skull and Bones en 1841.
Willis se rend ensuite en Allemagne, où il étudie pendant six ans sous la direction de Xavier Schnyder et de Moritz Hauptmann. Là, il devient un ami personnel de Felix Mendelssohn. Après son retour en Amérique, Willis entre comme critique musical au New York Tribune, à The Albion et à The Musical Times, publication qu'il dirige de 1852 à 1864.
Il meurt le 7 mai 1900, à l'âge de 81 ans.

## Œuvres
Ses œuvres et ses compilations musicales comprennent :
- Church Chorals and Choir Studies (1850)
- Our Church Music (1856)
- Waif of Song (1876)
- Pen and Lute (1883)

L'un de ses hymnes les plus connus est It Came Upon the Midnight Clear (1850), œuvre lyrique d'Edmund Sears.

## Sources
- (en) Cet article est partiellement ou en totalité issu de l’article de Wikipédia en anglais intitulé « Richard Storrs Willis » (voir la liste des auteurs).
- James Fuld, The Book of World Famous Music, Popular, Classical and Folk, 1966.
- Charles Nutter, Wilbur Tillett, The Hymns and Hymn Writers of the Church, 1911.